# F1 Academy
A F1 Academy é um campeonato feminino de fórmula fundado pela Formula One Group e seguindo as regras da Fórmula 4. O campeonato é monotipo, significando que todas as equipes competem com o mesmo tipo de carro, o Tatuus F4-T421, e pneus Pirelli. Cada carro é propelido por um motor quatro clindros, turboalimentado, gerando 176 cv, desenvolvido pela Autotecnica Motori, uma subsidiária da Tatuus.
A F1 Academy teve sua primeira temporada em 2023. O campeonato de pilotos de 2024 foi vencido pela britânica Abbi Pulling, com o campeonato de equipes vencido pela Prema Racing, da Itália. 

## História
O campeonato tem suas raízes em 2004, quando a Fórmula Woman foi criada, devido a falta de mulheres em outras categorias. Em 2019, a W Series foi criada pelos mesmos motivos e chegou a ter três temporadas, planejando uma temporada para 2020, que foi cancelada devido a pandemia de COVID-19. Após a temporada de 2022, a categoria foi encerrada, devido a problemas financeiros.
Em novembro de 2022, a Fórmula 1 anunciou a criação da F1 Academy, uma série de corridas para mulheres com o objetivo de desenvolver e preparar jovens pilotos para progredir para níveis mais altos de competição. Ele foi criado para ajudar a suavizar a transição do karting para a escada de monolugares. A série foi confirmada para ser composta por cinco equipes com experiência na Fórmula 2 e na Fórmula 3, com cada equipe inscrevendo 3 carros para formar um grid de 15 carros.
As cinco equipes participantes da temporada de 2023 foram anunciadas em dezembro de 2022 como ART Grand Prix, Campos Racing, Rodin Carlin, MP Motorsport e Prema Racing. A Hitech Grand Prix se uniu ao campeonato na temporada de 2025, totalizando seis equipes.
Em 1º de março de 2023, Susie Wolff foi nomeada diretora administrativa da série.
Para a temporada de 2023, a Fórmula 1 apoiou os custos de cada carro, com as pilotos tendo que contribuir com €150,000. Essa contribuição foi reduzida para €100,000 para a temporada de 2024. Da temporada de 2024 em diante, todas as dez equipes da Fórmula 1 irão apoiar uma piloto, que terá o padrão de cores da equipe em seu carro. As outras cinco pilotos serão apoiadas por outros parceiros.
A primeira temporada não chegou a ser transmitida, exceto a etapa final, no Circuito das Americas, na qual foi como etapa de apoio a da Fórmula 1 no local. Já na segunda temporada, houve transmissões de todas as etapas, em um total de 23 emissoras em 160 países.
Em 3 de maio de 2023, foi anunciada que a Hello Sunshine, produtora de Reese Whiterspoon, iria criar uma docussérie sobre a categoria. Em 3 de maio de 2024, exatamente a um ano do primeiro anuncio, foi anunciado que a série estaria disponível na Netflix em 2025.

## Formato do campeonato
A temporada de 2023 consistiu em sete etapas com três baterias cada, totalizando 21 corridas, mais quinze dias de testes oficiais. Cada etapa contaria com duas baterias de 30 minutos, uma bateria de 20 minutos onde as oito melhores colocadas nas classificações tinham suas posições no grid invertidas. A última das sete etapas foi uma corrida de apoio à Fórmula 1 durante o Grande Prêmio dos Estados Unidos.
Em 31 de março de 2023, o CEO da Fórmula 1, Stefano Domenicali, anunciou que a temporada de 2024 acontecerá exclusivamente nas etapas da Fórmula 1, se juntando à Fórmula 2, Fórmula 3 e a Porsche Supercup. Isso requereu uma mudança no formato das etapas, reduzindo o número de baterias para duas, removendo a bateria de 20 minutos.
Em 2024, foram incluídas inscrições "Wild Cards" (coringas), nas quais as pilotas selecionadas recebem uma vaga extra pela atual campeã de construtores, nesse caso a Prema Racing, por um único fim de semana em rodadas selecionadas e serão elegíveis para marcar pontos no campeonato de pilotos. A categoria também passou a oferecer pontos de superlicença FIA, com as pilotos que ficarem entre primeiro (campeã) e quinto lugares ganhando, respectivamente, 10, 8, 5, 3 e 1 ponto na superlicença.
Para 2025, Hitech Grand Prix integrou a categoria com dois carros, assumindo também o "wild card" da Prema Racing. A categoria passará a ter sete etapas com rodadas duplas (a primeira sendo com grid invertido), totalizando 14 corridas. Essas modificações deixaram o formato mais similar ao utilizado na Fórmula 2 e Fórmula 3.

## Progressão
As pilotos da F1 Academy devem ter entre 16 e 25 anos, e não podem competir em mais do que duas temporadas da categoria. O Campeonato de Fórmula Regional Europeia garantiu uma quarta entrada para qualquer equipe que contratar um piloto que terminou entre as três primeiras na classificação da F1 Academy. A campeã de 2023, Marta García, recebeu uma vaga totalmente financiada no campeonato para 2024, cortesia da F1 Academy, da Prema, da Tatuus e da Pirelli. Todavia, a FRECA não é a única alternativa de progressão, já que a F1 Academy anunciou que a cada temporada, a categoria trabalhará em estreita colaboração com suas equipes para apoiar sua vencedora na progressão na escada do automobilismo. A campeã de 2024 receberá uma vaga totalmente financiada no Campeonato GB3 de 2025 com a Rodin Motorsport, e ainda vai ganhar também 20 dias de testes com um carro da GB3.

## Carros

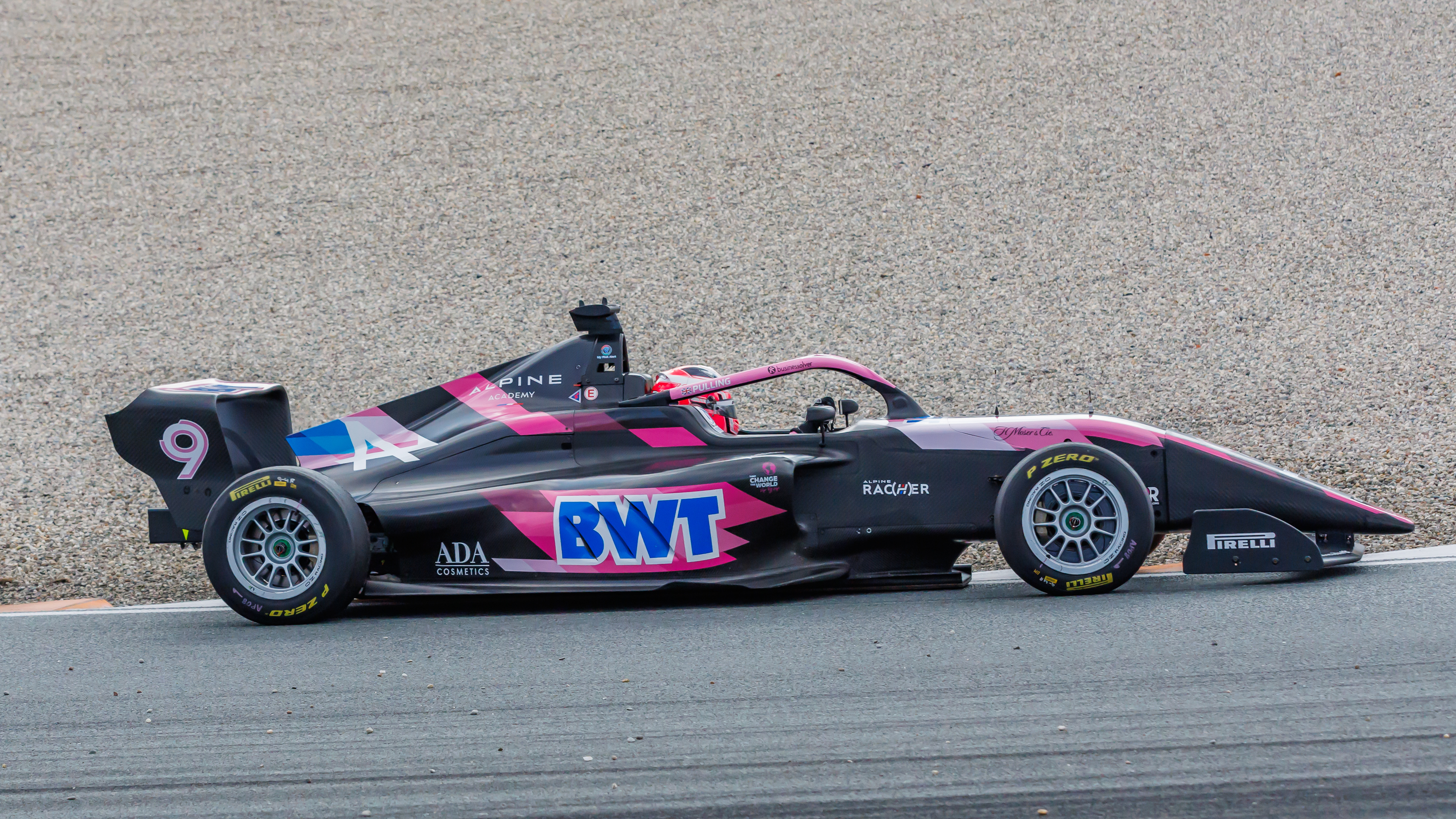
O Tatuus F4-T421 da Rodin Motorsport, pilotado por Abbi Pulling, 2024

A F1 Academy utiliza somente um modelo de carro: o F4-T421, construído pela italiana Tatuus. Esse modelo é usado nos campeonatos de Fórmula 4 globalmente desde 2022, porém, sofre modificações em suas asas frontais e traseiras, tendo um kit aerodinâmico único. O carro é propulsado por um motor italiano Autotecnica 1.400cc (1.4L) 4-cil turbo, gerando 176 cv (124 kW), com pneus provindos da Pirelli.

## Campeãs

### Pilotos
| Temporada | Piloto       | Equipe           | Poles | Vitórias | Pódios | V.M.R.s | Pontos | Etapa    | Margem |
| --------- | ------------ | ---------------- | ----- | -------- | ------ | ------- | ------ | -------- | ------ |
| 2023      | Marta García | Prema Racing     | 5     | 7        | 12     | 6       | 278    | 19 de 21 | 56     |
| 2024      | Abbi Pulling | Rodin Motorsport | 10    | 9        | 14     | 6       | 338    | 12 de 14 | 123    |

### Equipes
| Temporada | Equipe       | Poles | Vitórias | Pódios | Voltas Rápidas | Pontos | Margem |
| --------- | ------------ | ----- | -------- | ------ | -------------- | ------ | ------ |
| 2023      | Prema Racing | 5     | 9        | 16     | 7              | 419    | 8      |
| 2024      | Prema Racing | 5     | 4        | 16     | 5              | 423    | 30     |

## Circuitos
- Negrito denota um circuito que esteve na temporada de 2025.

| Circuito                         | Etapas | Anos      |
| -------------------------------- | ------ | --------- |
| Red Bull Ring                    | 1      | 2023      |
| Circuito Ricardo Tormo           | 1      | 2023      |
| Circuito de Barcelona-Catalunha  | 2      | 2023–2024 |
| Circuito de Zandvoort            | 3      | 2023–2025 |
| Autódromo Nacional de Monza      | 1      | 2023      |
| Circuito Paul Ricard             | 1      | 2023      |
| Circuito das Américas            | 1      | 2023      |
| Circuito da Corniche de Gidá     | 2      | 2024–2025 |
| Autódromo Internacional de Miami | 2      | 2024–2025 |
| Circuito Urbano de Marina Bay    | 2      | 2024–2025 |
| Circuito Internacional de Lusail | 1      | 2024      |
| Circuito de Yas Marina           | 1      | 2024      |
| Circuito Urbano de Las Vegas     | 1      | 2025      |
| Circuito Gilles Villeneuve       | 1      | 2025      |
| Circuito Internacional de Xangai | 1      | 2025      |